# Emil Dimitrov
Emil Dimitrov (bolgárul: Емил Димитров) (Pleven, 1940. december 23. – Szófia, 2005. március 30.) népszerű bolgár énekes. 1960-ban kezdte pályafutását, és majdnem 30 albumot rögzített. Az 1960-as években Lili Ivanova és Emil Dimitrov volt a legnépszerűbb, modern dalokat előadó énekes az országban.  Élete utolsó éveiben rajzművészi tehetsége is előtérbe került.

## Diszkográfia

### Bolgár örökzöldek
1. Моя страна, моя България (Én országom, én Bulgáriám) - Emil Dimitrov

### (Egy élet nem elég)
(Само един живот не е достатъчен)
1. Ако си дал... (Ha adtál volna valamit ...) - Emil Dimitrov
2. Писмо до мама (Levél anyámnak) - Emil Dimitrov
3. Само тази нощ (Csak ma este) - Lili Ivanova
4. Само един живот (Csak egy élet)  - Iordanka Hristova
5. Сбогом, Мария (Viszlát Mária) - Panaiot Panaiotov

## Külső hivatkozások
- Hivatalos honlapja
- Én országom, én Bulgáriám.. Emil Dimitrov elhunyt.. Archiválva 2007. szeptember 27-i dátummal a Wayback Machine-ben